# Sūjeh
Sūjeh (persiska: سوجه) är en ort i Iran.   Den ligger i provinsen Västazarbaijan, i den nordvästra delen av landet, 600 km väster om huvudstaden Teheran. Sūjeh ligger 1 383 meter över havet och antalet invånare är 489.
Terrängen runt Sūjeh är huvudsakligen kuperad, men den allra närmaste omgivningen är platt.Runt Sūjeh är det ganska tätbefolkat, med 104 invånare per kvadratkilometer. Närmaste större samhälle är Oshnavīyeh, 6,6 km väster om Sūjeh. Trakten runt Sūjeh består till största delen av jordbruksmark.